# Coilia grayii
Coilia grayii es una especie de pez del género Coilia, familia Engraulidae. Fue descrita científicamente por Richardson en 1845.
Se distribuye por el Indo-Pacífico: mares del este y del sur de China, también en el Océano Índico. La longitud estándar (SL) es de 33 centímetros con un peso máximo de 127,32 gramos. Habita en costeras y estuarios. Puede alcanzar los 50 metros de profundidad.
Está clasificada como una especie marina inofensiva para el ser humano.